# Leon Brudziński
Leon Wacław Brudziński (ur. 20 lutego 1918 w Zawierciu, zm. 18 czerwca 1998) – polski cieśla, stolarz i polityk, poseł na Sejm PRL II, III i IV kadencji.

## Życiorys
Syn Leona i Heleny, uzyskał wykształcenie średnie, z zawodu cieśla i stolarz. Od 1948 członek Polskiej Zjednoczonej Partii Robotniczej. W partii pełnił funkcję I sekretarza komitetu powiatowego w Nysie (1951–1953), w Prudniku (1955–1958), w Kluczborku (1958–1966) i Głubczycach (1966–1968). W latach 1968–1972 kierownik wydziału administracyjnego komitetu wojewódzkiego w Opolu. W 1957, 1961 i 1965 uzyskiwał mandat posła na Sejm PRL II, III i IV kadencji – początkowo w okręgu Prudnik, następnie dwukrotnie w okręgu Opole. Zasiadał przez cały czas w Komisji Budownictwa i Gospodarki Komunalnej.
Odznaczony Złotym Krzyżem Zasługi, Krzyżem Kawalerskim Orderu Odrodzenia Polski oraz Medalem za Długoletnie Pożycie Małżeńskie (1994).
Został pochowany na cmentarzu komunalnym w Kluczborku.